# جیمز محمود رایس
جیمز محمود رایس (انگلیسی: James Mahmud Rice؛ زادهٔ ۱۹۷۲ (۵۲–۵۳ سال)) جامعه‌شناس اهل استرالیا است.